# Битва на Чудському озері
Льодове побоїще (нім. Schlacht auf dem Eise, лат. Prœlium glaciale — «Льодова битва»), також відоме як битва на Чудському озері (нім. Schlacht auf dem Peipussee) — бій дружини новгородців і володимирців під проводом Олександра Невського проти збірного лівонсько-естонського загону, у складі якого було кілька лицарів Лівонського ордена, який тоді був васалом Тевтонського ордена, в районі Чудського озера, що сталася 5 квітня 1242 року .

## Передумови
З кінця 1230-х між Новгородом і Швецією почастішали прикордонні конфлікти за Карелію. 1240 року дружина Олександра Ярославовича із новогородцями розбила загін шведів у гирлі Неви.
Зимою 1240—1241 у Новгородській землі з'явилися тевтонські лицарі. У цей період їм вдалось захопити територію племені водь, на схід від Нарова, «повоеваша все и дань на них возложиша». Захопивши Водську пятину, лицарі оволоділи Тесівом (на р. Оредеж) і їхні роз'їзди з'являлися за 35 км від Новгорода. Таким чином, у руках тевтонців була велика територія в районі Ізборськ — Псков — Тесів — Копор'є.
Папа Римський «передав» узбережжя Неви й Карелію під юрисдикцію Єзельскому єпископу, який уклав із лицарями договір і збирав десяту частину всього, що дає земля, а все інше — рибні лови, сіножаті, ріллі — надав лицарям.
Олександр організував військо з новгородців, ладожан, карелів й іжорців. Князь вирішив завдати першого удару на Копор'є, а потім звільнити від загарбників Псков.
У 1241 військо під командуванням Олександра виступило в похід, досягло Копор'є, опанувало фортецею «и изверже град из основание, а самих немец изби, а иных с собою приводе в Новгород, а иных пожалова отпусти, бе бо милостив паче меры, а вожан и чюдцев переветников (тобто зрадників) извеша (повісив)»

## Хід битви

Лівонія в 1260

У березні 1242 новгородці напали на німецький гарнізон  Пскова і знищили його.

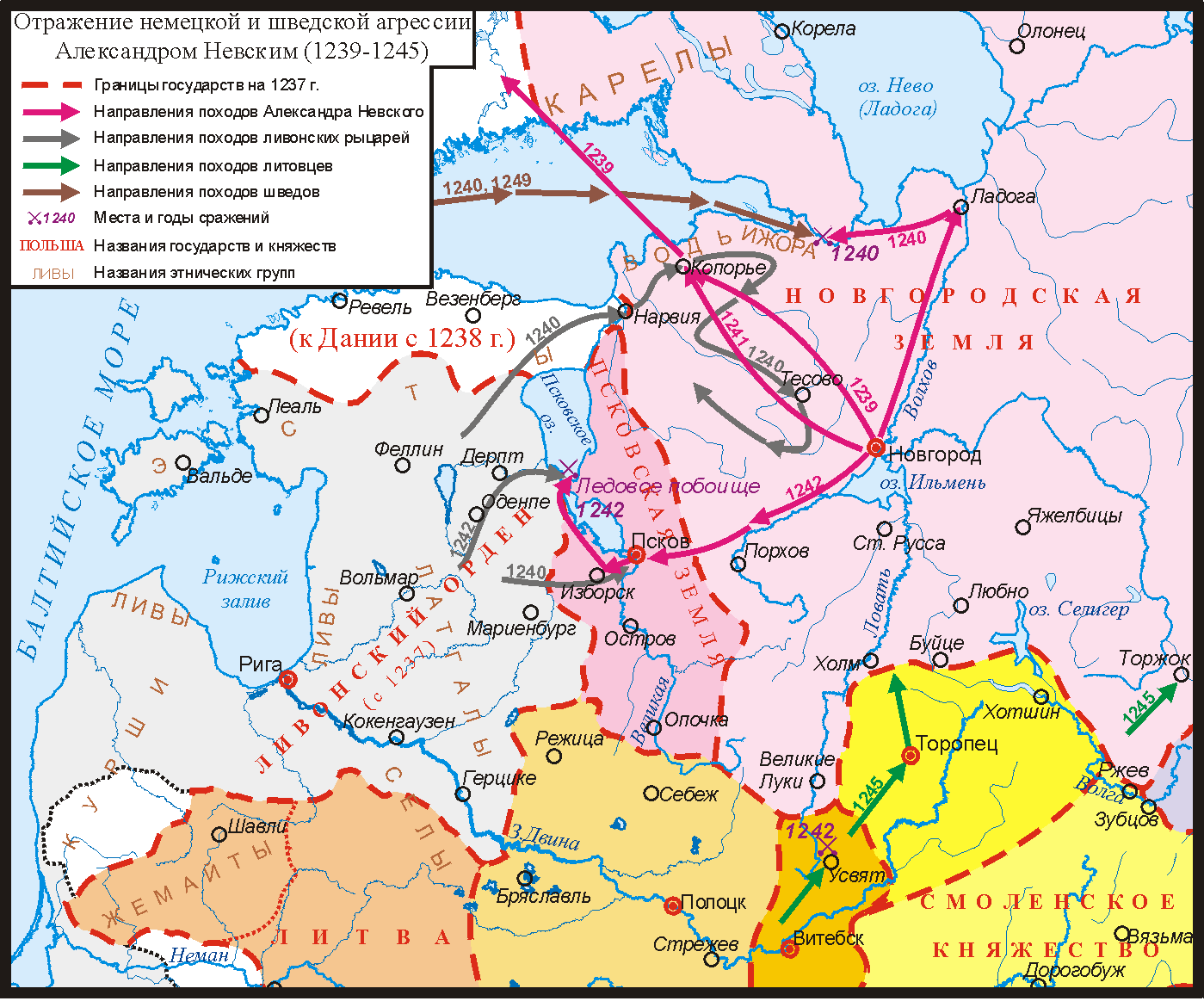
Хід війни

Олександр Ярославич подумав, що розгромив головні сили Ордену і вдерся у його землі. 
Новгородське військо зіткнулося із загоном лицарів і зазнало поразки. Олександр Ярославич почав відступ до Чудського озера, на березі й на льоду якого він зміг перемогти авангард противника. Важкоозброєна лицарська кіннота не могла маневрувати на полі бою і новгородцям удалося її швидко здолати.

## Наслідки
Загін Ордену, який було вислано вигнати новгородців, складався здебільшого з підкорених естів і лише кіннота була лицарською. У бою загинуло кілька лицарів. Новгородські втрати невідомі.
Влітку 1242 між Орденом і Новгородом було укладено мирний договір, але пізніше між ними знову спалахували конфлікти.

## Археологічні дані
У 1958—1959 роках на місці, де, як вважається, відбувалася битва, проводилися археологічні розскопки експедицією Інституту археології Академії наук СРСР під керівництвом Г.Н.Караєва. Матеріальних свідоцтв, які могли б пов'язати це місце із битвою  1242 року, не було знайдено.

## У мистецтві та пропаганді
Радянський режисер Сергій Ейзенштейн написав сценарій та як режисер поставив художній фільм «Олександр Невський» на персональне замовлення Й. Сталіна.

## Філателія та нумізматика

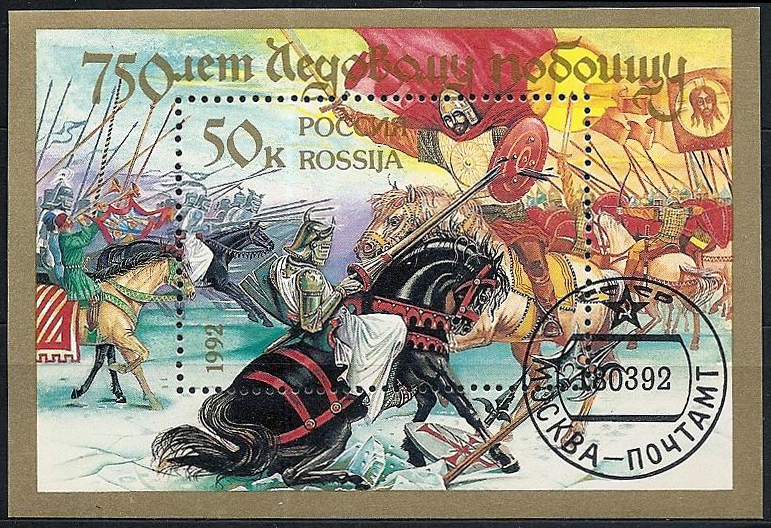
Поштова марка, Росія, 1992
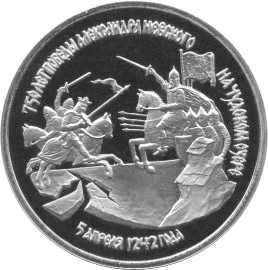
Пам'ятна монета Росії, 1992
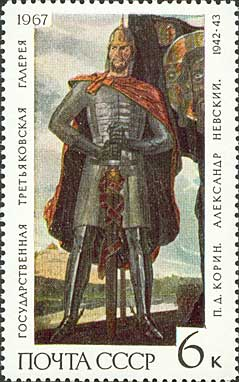
Олександр Невський (Марка 1967 року с фрагментом триптиху Павла Коріна, створеного у 1942)